# Großer Dreesch
Der Große Dreesch ist ein Stadtteil der mecklenburg-vorpommerschen Landeshauptstadt Schwerin.
Der Große Dreesch befindet sich südwestlich des Schweriner Sees und wird von den Bundesstraßen 106 und 321 berührt. Das Plattenbaugebiet Großer Dreesch war mit etwa 62.000 Einwohnern im Jahr 1989 der größte Stadtteil Schwerins. Nach der Wende unterteilte man den Großen Dreesch entsprechend seinen drei Bauabschnitten in die Ortsteile Großer Dreesch, Neu Zippendorf und Mueßer Holz.
Der Große Dreesch wurde vor der Wende als das am schönsten gelegene Neubaugebiet der DDR bezeichnet. Von der Anhöhe, auf der sich der Stadtteil befindet, hat man einen guten Blick über den Schweriner See und die Altstadt. Der für viele Schweriner beliebte Zippendorfer Strand sowie der Zoologische Garten Schwerin befinden sich in unmittelbarer Nähe.

## Geschichte

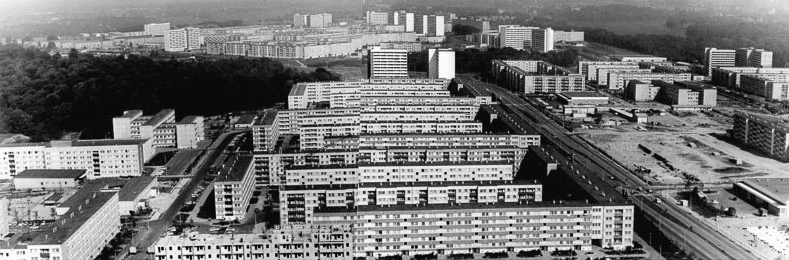
Wohnungsbau auf dem Großen Dreesch im Juni 1982, heutiger Stadtteil Großer Dreesch im Bildhintergrund

Der Name Großer Dreesch stammt von einem alten Flurnamen. Dreesch bezeichnete eine ruhende Ackerfläche, die als Weide genutzt wurde und bedeutet 'Ödland' oder 'wildes Land'. Eine andere Deutung bezieht sich auf das im Namen enthaltene Dree, niederdeutsch für drei, was auf eine Dreifelderwirtschaft hindeuten könnte. In der Schmettauschen Karte von 1786 ist die Fläche noch als Mittelfeld ausgewiesen.
Der Dreesch wurde ab September 1813, damals existierten die militärischen Anlagen im heutigen Stern Buchholz noch nicht, von der Russisch-Deutschen Legion als Übungsplatz für den Befreiungskampf gegen Napoleon genutzt. 1910 landete auf dem noch unbebauten Areal das Luftschiff Parseval 6.

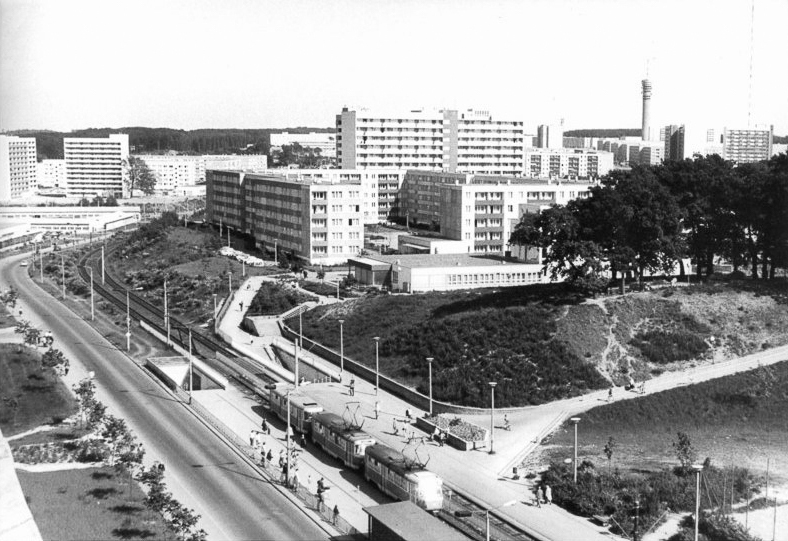
Blick aus dem Projektierungsgebäude, Straßenbahnhaltestelle Friedrich-Engels-Straße

Wichtige Standortfaktoren für die Wahl als Wohnungsbaugebiet waren das zeitgleich entstehende nahe Industriegebiet in Schwerin-Süd. Zudem hatte der Baugrund eine gute Tragfähigkeit und hohe Ödlandanteil mit einer geringen Bodenwertzahl. Vorab wurde auch eine Erweiterung der schon bestehenden Plattenbaugebiete in der Weststadt oder Lankow in Erwägung gezogen. Die Fläche des ersten Bauabschnitts gehörte bereits seit 1928 zum Stadtgebiet Schwerins. Die Grundsteinlegung für die zu errichtenden 4829 Wohneinheiten für zirka 14.000 Einwohner erfolgte am 11. November 1971. Die ersten Mieter konnten bereits im Februar 1972 ihre Wohnungen beziehen. Die zu erwartenden Verkehrsströme erforderten eine räumliche Trennung von Straßenbahn- und Straßenverkehr.

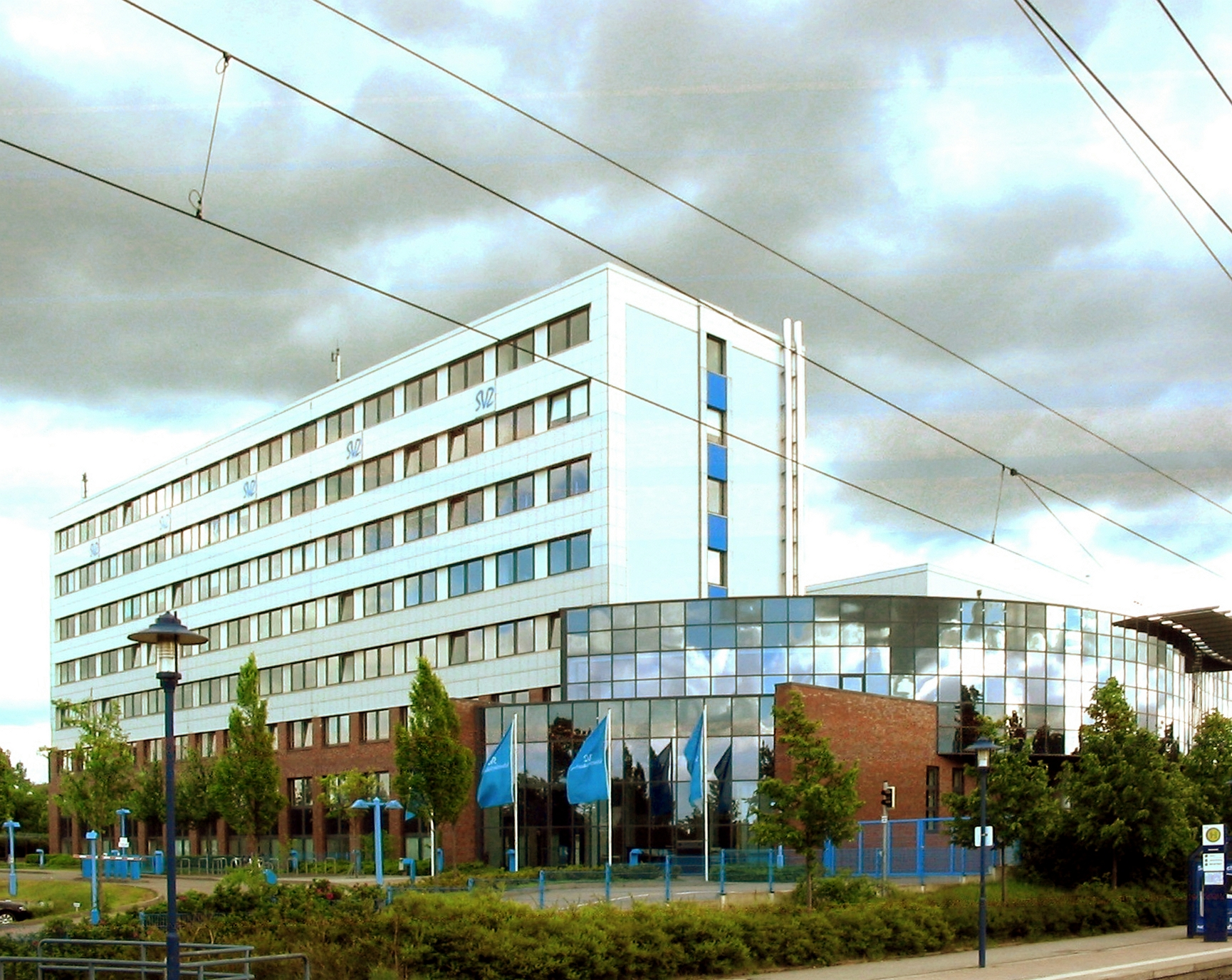
Verlags- und Druckereigebäude der SVZ

Wirtschaftliche Bedeutung erlangten das bis April 1975 erbaute Verlags- und Druckereigebäude der Schweriner Volkszeitung sowie ein Projektierungsgebäude in der Straße der Deutsch-Sowjetischen-Freundschaft (heute: Dreescher Markt), in dem 750 Menschen Arbeit fanden und unter anderem Versorgungseinrichtungen eröffnet wurden. Im Wohngebiet, im vor der namentlichen Aufteilung nach 1990 so bezeichneten 1. Bauabschnitt zwischen Ludwigsluster Chaussee und Grünem Tal, entstanden drei Schulkomplexe mit fünf Schulen, zwei Kaufhallen, 1976 eine Tankstelle, 1977 eine Poliklinik und eine Schwimmhalle im Jahr 1981. Der gesamte Baukomplex wurde am 5. Oktober 1983 übergeben.

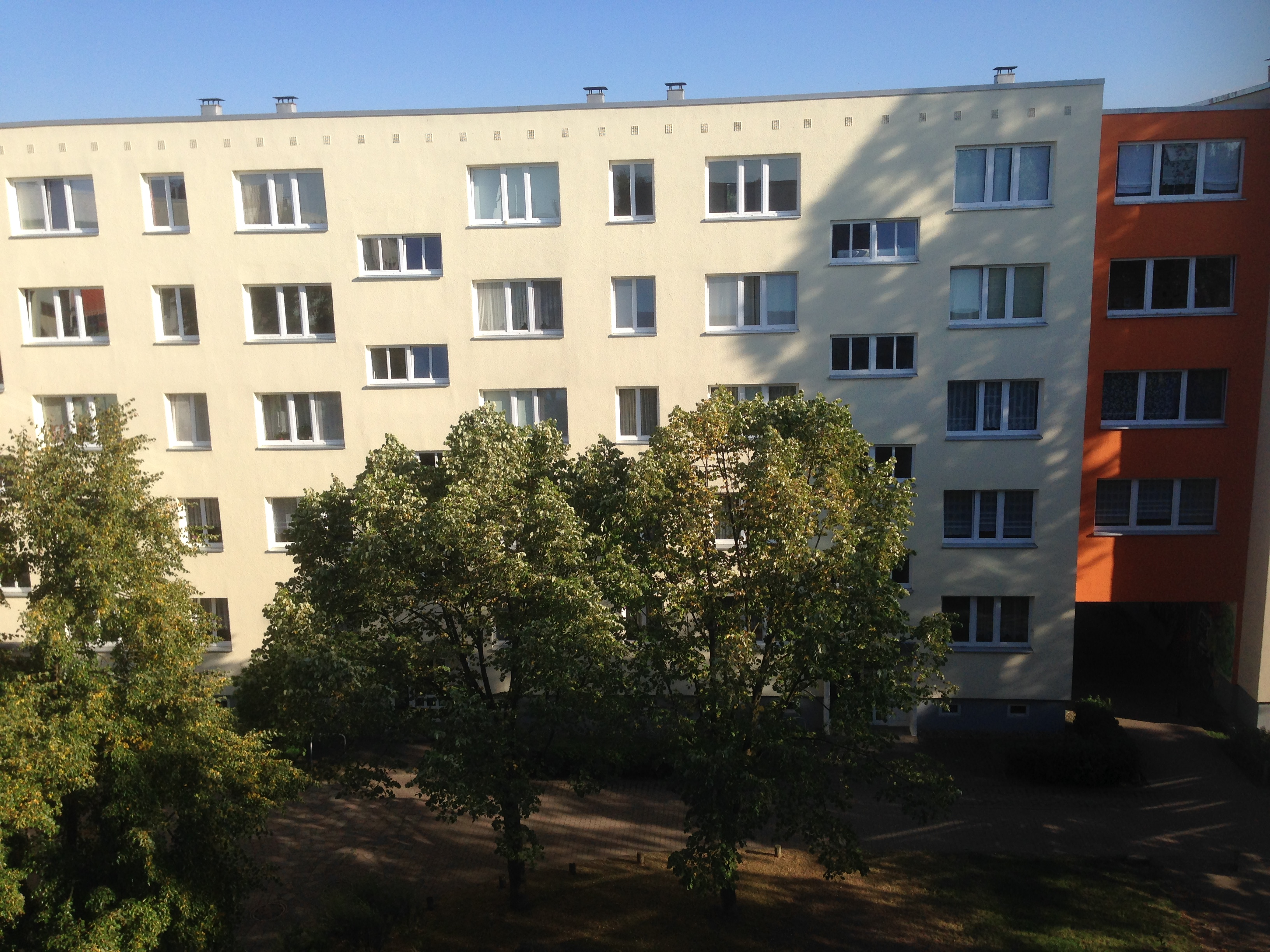
Plattenbau in der Andrej-Sacharow-Straße

Wie alle großen Plattenbaugebiete Ostdeutschlands litt auch der Große Dreesch nach 1990 unter wachsendem Wohnungsleerstand, hervorgerufen durch den dramatischen Geburtenrückgang nach der Wende und dem nicht unerheblichen Wegzug bisheriger Bewohner in stadtnahe Eigenheimsiedlungen, sanierte historische Stadtteile oder westliche Bundesländer. Der Große Dreesch war davon allerdings weniger stark betroffen als die benachbarten Stadtteile Neu Zippendorf und Mueßer Holz.

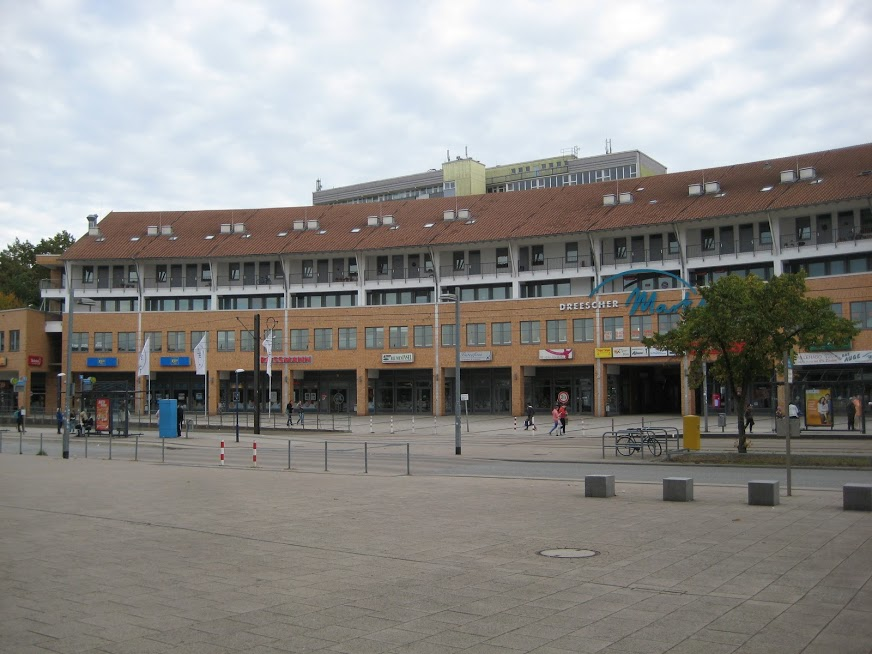
Dreescher Markt

Um der Entwicklung des Großen Dreesch zu einem sozialen Brennpunkt entgegenzuwirken, wurden, unterstützt durch das Programm Stadtumbau Ost mit Mitteln des Bundes, des Landes und der Stadt, durch die zwei großen städtischen Wohnungsunternehmen mittels Rückbau und Umbau hochwertigere und größere Wohnungen und ein ansprechenderes Wohnumfeld geschaffen. Flächenhafter  Abriss fand nicht statt, von den neun in den siebziger Jahren errichteten Hochhäusern wurden 1999 und 2003 drei zurückgebaut, die übrigen saniert und modernisiert. An Neubebauung entstanden 1991, 1996 und 2001 drei Einkaufszentren, des Weiteren einige Bürogebäude. Abgerissen wurden eine Kaufhalle, die Poliklinik und ein Kindergarten, während ein weiterer ehemaliger Kindergarten zu altengerechtem Wohnraum umgestaltet wurde. Die 1981 errichtete Schwimmhalle wurde 2013–2015 durch einen dem gleichen Zweck dienenden Neubau ersetzt.
Am 12. Dezember 1986 kamen 20 aus dem Wohngebiet stammende Schüler auf der Rückreise von ihrer Abschlussfahrt nach Minsk beim Absturz von Aeroflot-Flug 892 nahe Berlin ums Leben. Auf dem Schweriner Waldfriedhof ist für das tragische Unglück ein Gedenkstein errichtet.

## Sehenswert
- Der Schweriner Innensee

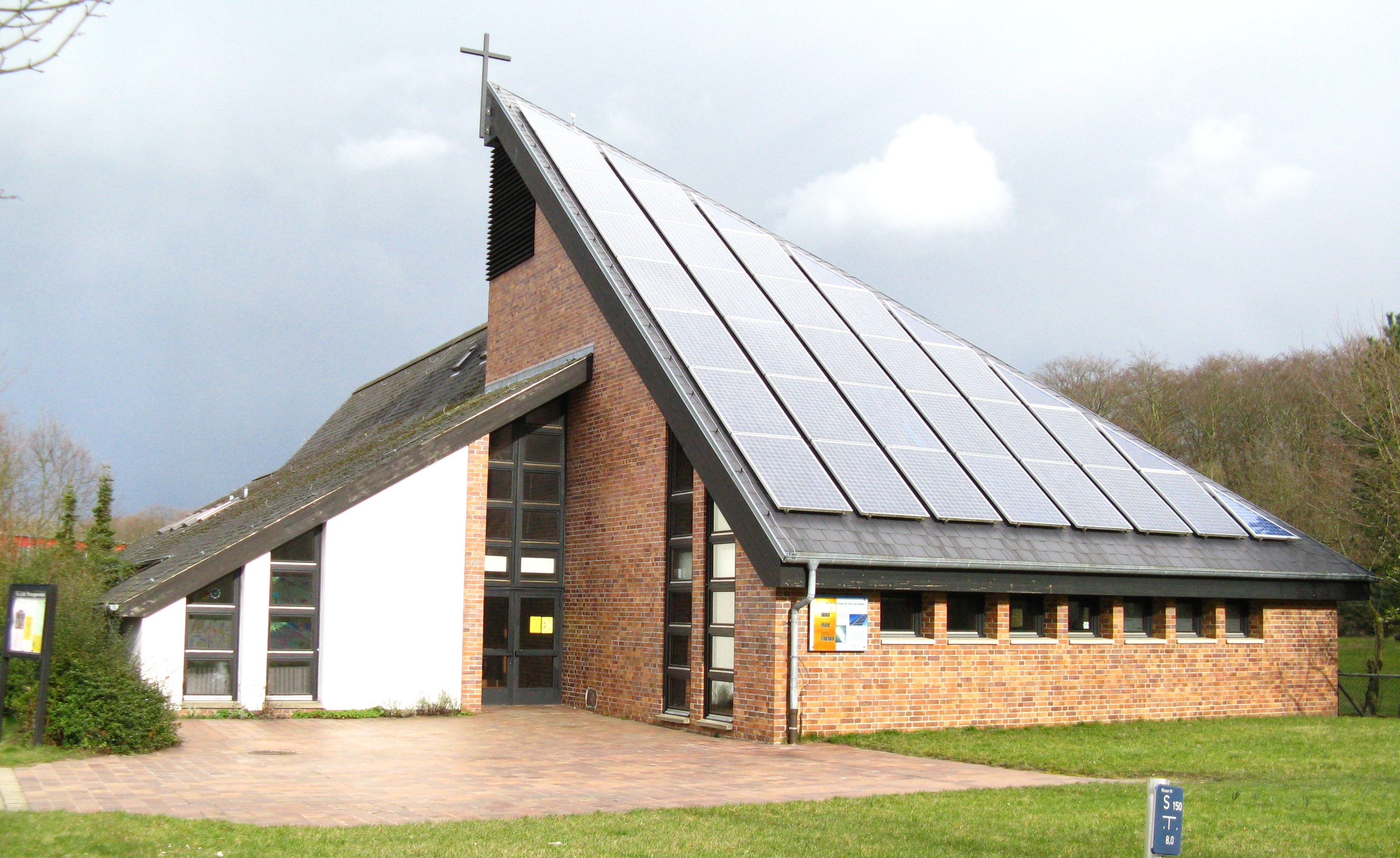
Petruskirche Großer Dreesch (2008)

- Zoologischer Garten Schwerin mit etwa 2400 Tieren in 154 Arten und bei jährlich knapp 138.000 Besuchern.
- Skulptur Willkommen in Schwerin von 1977
- Skulptur Tektonische Säule oder „Postsäule“ von August Martin Hoffmann von 1985, ehemals an der Post am Berliner Platz, jetzt Freifläche vor der Stadtteilbibliothek
- Petruskirche Großer Dreesch
- Nördlich, bei der Straße Am Grünen Tal: Mahn- und Gedenkstätte „Grünes Tal“ für die 1961 bei Bauarbeiten entdeckten und in Sammelgräbern hier bestatteten um 550 Kriegsgefangenen, die zum Großteil aus der Sowjetunion, sowie auch aus Frankreich, Jugoslawien und Polen stammten.
  - Gedenkstein von 1961
  - Stele, 1978 von Wieland Schmiedel
  - Informationstafel von 2019
- Gedenkstätte von um 1950 als Findlingstein in der Nähe des Faulen Sees für den Todesmarsch von 1945 vom KZ Sachsenhausen.

## Verkehrsanbindung

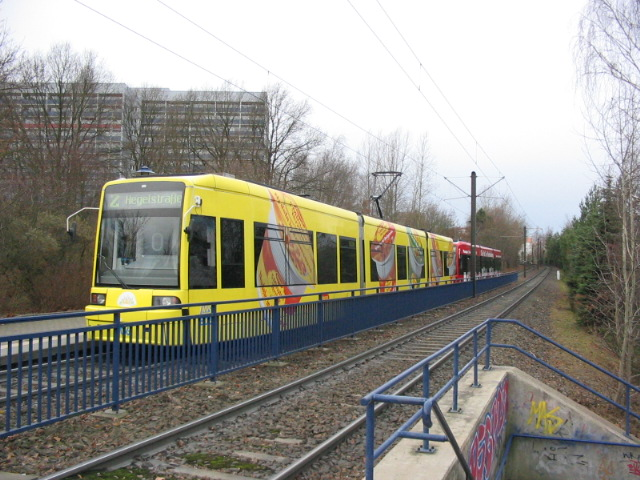
Straßenbahn der Linie 2 an der seit 1996 bestehenden Haltestelle „Zoo“

Die Innenstadt Schwerins ist von hier aus mit den Straßenbahnlinien 1 und 2 in 10 Minuten zu erreichen, das Industriegebiet Schwerin-Süd mit der Linie 3 und 4.  Zudem verkehren die Buslinien 6, 9, 13, 16 und 19.
Die Straßen des Stadtteils wurden in erster Linie nach Persönlichkeiten der Zeitgeschichte (z. B. Martin Luther King, Stauffenberg, Anne Frank) benannt.

Die großen vierspurigen Verbindungsstraßen als Ring um den Stadtteil  sind im Westen die Ludwigsluster Chaussee, im Norden die Straße An der Crivitzer Chaussee, im Osten und dann Süden Am Grünen Tal und die Karl-Marx-Allee als B 321.